# Železniční nehoda v Čerčanech
Železniční nehoda v Čerčanech se udála v sobotu 14. července 2007 v 10.06 hodin v železniční stanici Čerčany. Rychlík číslo 633 narazil do odstavené soupravy osobního vlaku 9122. Při nehodě zemřel strojvedoucí odstaveného vlaku, zranilo se 5 cestujících v rychlíku a také jeho strojvedoucí.

## Nehoda
V sobotu 14. července probíhala výluka jedné z kolejí na trati číslo 221 v úseku Senohraby - Čerčany, vlaky v obou směrech tak jezdily po jedné koleji. V 9.34 přijel na první staniční kolej stanice Čerčany osobní vlak z Prahy, který zde končil jízdu. Po výstupu cestujících vlak tvořený dvěma elektrickými jednotkami řady 451 popojel směrem k benešovskému zhlaví, kde byl rozpojen na dvě části.
V 9:50 předal hlavní výpravčí službu výpravčímu vnější služby a odešel vykonat osobní potřebu a nakoupit jídlo. Před desátou hodinou přijížděl směrem od Prahy rychlík číslo 633, který měl stanicí projet a pokračovat dále do Českých Budějovic. Výpravčí vnější služby nařídil postavit vlaku vlakovou cestu po první staniční koleji, ačkoli byla obsazena dvěma elektrickými jednotkami. Signalisté přípravu vlakové cesty provedli.
Rychlík 633 tažený lokomotivou řady 363 vjížděl do Čerčan na přivolávací návěst, která přikazuje jízdu podle rozhledových poměrů, maximálně rychlostí 40 kilometrů v hodině. V momentě, kdy byl vlak na záhlaví, se strojvedoucím spojil výpravčí vysílačkou a řekl mu: „jo na odjezdu máš volno fíro jo“, na což strojvedoucí reagoval slovy „dobrý jo děkuju“ a zrychlil až na 46 kilometrů v hodině. Vzhledem k tomu, že se stanice Čerčany nachází v oblouku, strojvedoucí odstavenou jednotku zaregistroval až na krátkou vzdálenost. Přestože zavedl rychločinné brzdění, rychlíková souprava v rychlosti 33 km/h do stojící jednotky narazila. 
Náraz jednotku posunul o dvanáct metrů a její čelo vysunul do vzduchu. Strojvedoucí jednotky, který přijíždějící rychlík zpozoroval na poslední chvíli, zemřel. V rychlíku se zranilo pět lidí a strojvedoucí. Škoda byla vyčíslena na 4 089 216 korun.

## Vyšetřování
Drážní inspekce uzavřela vyšetřování nehody s tím, že její příčinou bylo dovolení vjezdu rychlíku na obsazenou kolej a nedodržení podmínek jízdy podle rozhledových poměrů.
Případem se zabýval Okresní soud v Benešově, kvůli obecnému ohrožení byl obžalován výpravčí, jeden ze signalistů a strojvedoucí rychlíku. Výpravčí se signalistou vinu přiznali, uváděli však, že ve stanici panovaly ztížené podmínky kvůli modernizaci trati. Výpravčí navíc uvedl, že jej často bolela hlava a bolest tišil léky. Oba nakonec dostali podmíněný trest - signalista na dvacet měsíců s dvouletým odkladem, výpravčí na dva roky s osmnáctiměsíčním odkladem.
Strojvedoucí rychlíku vinu odmítl, vyšetřovatelům sdělil, že se na základě informace od výpravčího mohl důvodně domnívat, že má vlakovou cestu volnou. Soud ho potrestal dvouletou podmínkou s odkladem na třicet měsíců.
V roce 2009 rozhodl Městský soud v Praze o tom, že pozůstalé po zemřelém strojvedoucím musí České dráhy odškodnit, každého částkou 400 tisíc korun.